# Episodi di Ballmastrz: 9009
Elenco degli episodi della serie televisiva animata Ballmastrz: 9009.
La prima stagione, composta da 10 episodi, è stata trasmessa negli Stati Uniti, da Adult Swim, dal 9 aprile al 7 maggio 2018. La seconda stagione è stata trasmessa dal 24 febbraio al 23 marzo 2020. Un episodio speciale intitolato Ballmastrz: Rubicon è stato trasmesso il 20 febbraio 2023.
In Italia la serie è inedita.
| nº               | Titolo originale                                                                                     | Prima TV USA     |
| Prima stagione   | Prima stagione                                                                                       | Prima stagione   |
| ---------------- | --- | ---------------- |
| 1                | A Shooting Star Named Gaz Digzy Falls Fast & Hard!                                                   | 9 aprile 2018    |
| 2                | With the Burning Spirit of Teamwork in Her Heart!                                                    | 9 aprile 2018    |
| 3                | Very Special Balls!                                                                                  | 16 aprile 2018   |
| 4                | To Catch a Princess                                                                                  | 16 aprile 2018   |
| 5                | Breathe Deep to Win! Teamwork Cuts Through the Foul Odor of Obsession!                               | 23 aprile 2018   |
| 6                | Honor! Money! Swords! Dongs! Ultimate Gaz Boom Boom Rookie Card Battle Begin! Fight!                 | 23 aprile 2018   |
| 7                | Leather Passions! 2 Hearts, 2 Wheelz, Infinite Roadz. Ride Now!                                      | 30 aprile 2018   |
| 8                | Hunger Cramps on the Playing Field of Friendship                                                     | 30 aprile 2018   |
| 9                | Chaste Wing of the Cold Turkey vs. Flaming Fist of Indulgence!                                       | 7 maggio 2018    |
| 10               | Strength Through Song; Brotherhood Through Blood; Redemption Through Rage. Sing, Fallen Angel!       | 7 maggio 2018    |
| Seconda stagione | |                  |
| 1                | Infinite Hugs: Cold Embrace of the Bloodless Progenitors!                                            | 24 febbraio 2020 |
| 2                | Shameful Disease of Yackety Yack! Don't Talk Back! Be Silenced Forever!                              | 24 febbraio 2020 |
| 3                | Big Boy Body, Bigger Baby Boy Heart! Can You Endure the Pain of Love? Babyball, Discover It Now!     | 2 marzo 2020     |
| 4                | Children of the Night Serenade Wet Nurse of Reprisal; Scream, Bloodsucker, Scream!                   | 2 marzo 2020     |
| 5                | When You Wish Upon a Spore                                                                           | 9 marzo 2020     |
| 6                | Can't Stand the Heat? Ultimate Kitchen Technique! Finish Them, Warrior Bard!!                        | 9 marzo 2020     |
| 7                | Defective Affection?! Dodge the Wayward Strikes of Cupid's Calamitous Quiver!                        | 16 marzo 2020    |
| 8                | Dance Dance Convolution?! Egos Warped by the Hair Gel of Hubris! Atonement, Now!!                    | 16 marzo 2020    |
| 9                | Don't Let a Big Head Give You the Championship Blues! You Can Do It, Leptons! Try Your Best to Win!! | 23 marzo 2020    |
| 10               | Onward, True Blue Friends Win Eternal; Paladin of the Heavens, Start Today!                          | 23 marzo 2020    |
| Episodi speciali | |                  |
| 1                | Ballmastrz: Rubicon                                                                                  | 20 febbraio 2023 |

## A Shooting Star Named Gaz Digzy Falls Fast & Hard!
- Titolo originale: A Shooting Star Named Gaz Digzy Falls Fast & Hard!
- Diretto da: Christy Karacas
- Scritto da: Christy Karacas

### Trama
In un lontano futuro, dopo gli eventi catastrofici della Rad Wars, Crayzar decide di creare "The Game", in modo tale che il mondo possa vivere un periodo di pace. I Lepton sono i peggiori, eppure il suo membro più giovane, Ace, cerca di rimanere ottimista riguardo alla vittoria. Nel frattempo, Gaz Digzy, un famoso membro dei Boom Boom Boys, si sta stancando della sua stessa fama e decide di fare una grande festa ma questo la porterà all'arresto e alla riabilitazione e si dovrà difendere dalla sua squadra che la dovrà trovare. Crayzar vede Digzy unirsi ai Lepton e promette di ridarle la sua squadra se riuscirà a vincere una partita con loro.
- Ascolti USA: telespettatori 812.000 – rating/share 18-49 anni.[1]

## With the Burning Spirit of Teamwork in Her Heart!
- Titolo originale: With the Burning Spirit of Teamwork in Her Heart!
- Diretto da: Christy Karacas
- Scritto da: Adam Modiano

### Trama
Gaz ha intenzione di pugnalare alle spalle i Leptons nella sua prima partita come capitano, tuttavia il lavoro di squadra potrebbe fargli cambiare idea.
- Ascolti USA: telespettatori 773.000 – rating/share 18-49 anni.[1]

## Very Special Balls!
- Titolo originale: Very Special Balls!
- Diretto da: Christy Karacas
- Scritto da: Scotty Landes, Adam Modiano, Andrew Reuland e Christy Karacas

### Trama
Nel tentativo di comprendere i nuovi incredibili poteri di Ace e Baby Ball, i Leptons cercano il consiglio psicotico di Crayzar.
- Ascolti USA: telespettatori 702.000 – rating/share 18-49 anni.[2]

## To Catch a Princess
- Titolo originale: To Catch a Princess
- Diretto da: Christy Karacas
- Scritto da: Ben Coccio

### Trama
L'ossessione di Ace per l'online suscita l'interesse di una misteriosa volpe stile videogioco.
- Guest star: Stephanie Sheh (Luna).
- Ascolti USA: telespettatori 638.000 – rating/share 18-49 anni.[2]

## Breathe Deep to Win! Teamwork Cuts Through the Foul Odor of Obsession!
- Titolo originale: Breathe Deep to Win! Teamwork Cuts Through the Foul Odor of Obsession!
- Diretto da: Christy Karacas
- Scritto da: Scotty Landes

### Trama
Uno stalker puzzolente tormenta i Leptons e il gruppo si avvale dell'aiuto di un vecchio nemico.
- Ascolti USA: telespettatori 729.000 – rating/share 18-49 anni.[3]

## Honor! Money! Swords! Dongs! Ultimate Gaz Boom Boom Rookie Card Battle Begin! Fight!
- Titolo originale: Honor! Money! Swords! Dongs! Ultimate Gaz Boom Boom Rookie Card Battle Begin! Fight!
- Diretto da: Christy Karacas
- Scritto da: Ben Coccio

### Trama
Una ricerca di cimeli sportivi redditizi porta Ace, Gaz e Babyball nella tana di un saggio di Ulsa Guerin.
- Ascolti USA: telespettatori 651.000 – rating/share 18-49 anni.[3]

## Leather Passions! 2 Hearts, 2 Wheelz, Infinite Roadz. Ride Now!
- Titolo originale: Leather Passions! 2 Hearts, 2 Wheelz, Infinite Roadz. Ride Now!
- Diretto da: Christy Karacas
- Scritto da: Andrew Reuland

### Trama
Dee Dee lascia la squadra per il capo di una minacciosa banda di motociclisti e Leto Man cerca di riconquistarla.
- Guest star: Norman Reedus (Bacchus LaBrute).
- Ascolti USA: telespettatori 697.000 – rating/share 18-49 anni.[4]

## Hunger Cramps on the Playing Field of Friendship
- Titolo originale: Hunger Cramps on the Playing Field of Friendship
- Diretto da: Christy Karacas
- Scritto da: Adam Modiano

### Trama
Sentendosi poco apprezzato dai suoi compagni di squadra, Ace trova conforto in un nuovo bizzarro vizio che lo lascia con un appetito malsano.
- Guest star: Mike O'Gorman (Sheltermesiter Mundo).
- Ascolti USA: telespettatori 633.000 – rating/share 18-49 anni.[4]

## Chaste Wing of the Cold Turkey vs. Flaming Fist of Indulgence!
- Titolo originale: Chaste Wing of the Cold Turkey vs. Flaming Fist of Indulgence!
- Diretto da: Christy Karacas
- Scritto da: Andrew Reuland

### Trama
Nel disperato tentativo di perdere il suo vizio per la birra entro il giorno della partita, Gaz si allena sotto il comando del maestro Flypp Champion.

## Strength through Song; Brotherhood through Blood; Redemption through Rage. Sing, Fallen Angel!
- Titolo originale: Strength through Song; Brotherhood through Blood; Redemption through Rage. Sing, Fallen Angel!
- Diretto da: Christy Karacas
- Scritto da: Christy Karacas, Adam Modiano e Scotty Landes

### Trama
La paura dell'umiliazione porta Gaz a sabotare il piano segreto dei Leptons in una partita critica contro i suoi vecchi compagni di squadra.

## Infinite Hugs: Cold Embrace of the Bloodless Progenitors
- Titolo originale: Infinite Hugs: Cold Embrace of the Bloodless Progenitors
- Diretto da: Christy Karacas
- Scritto da: Adam Modiano

### Trama
Dopo la loro vittoria, i Leptons hanno successo e ricevono numerose lettere dai fan (alcune delle quali sono foto di falli). Ace, tuttavia, è triste perché non ha parenti stretti con cui condividere le sue vittorie. Per tirarla fuori dalla sua depressione, Gaz e Babyball creano due robot che fingono di essere i suoi genitori scomparsi da tempo. Il resto della squadra accetta con riluttanza la vittoria mentre Ace trascorre felicemente la giornata con i suoi "genitori" che iniziano a preoccuparsi del suo corpo facilmente infortunabile. I genitori di Robo portano Ace in un ripostiglio di manutenzione e annunciano il loro piano per convertirla. Il resto dei Leptons sente le sue grida e si precipitano a salvarla. Nonostante ciò, Ace non vuole uccidere i suoi "genitori" ma è costretto a farlo essendo un Ballmaster. Ammette quindi che i Lepton sono la sua vera famiglia.

## Ballmastrz: Rubicon
- Titolo originale: Ballmastrz: Rubicon
- Diretto da: Christy Karacas
- Scritto da: Andrew Reuland e Christy Karacas

### Trama
Durante una missione nello spazio, l'astronave Cosmic Super Fortress Gold Diamond viene invasa da una minaccia sconosciuta che si rivelerà essere Tyetaynus il Conquistatore, che ha mandato Crayzar a Demon Saytar. Si scopre che Crayzar ha mentito a tutta l'umanità tramite The Game e così facendo è andato contro la missione della sua famiglia di trovare il Diario Cosmico. Viene condannato per colpevolezza e privato dei suoi poteri. Tyetaynus offre quindi a Crayzar la possibilità di riavere i suoi poteri distruggendo la Terra come prova che ha imparato la lezione.
Come risultato della scoperta dell'oscura verità di Crayzar, tutte le squadre di The Game gli voltano le spalle e iniziano a combattersi a vicenda per le capsule di salvataggio della nave, compresi i compagni di squadra di Gaz. Successivamente Babyball e Crayzar collaborano per inviare un messaggio a Gaz, informandola del luogo in cui si trova l'arma segreta del Gold Diamond. Riescono a trovarla, tuttavia vengono circondati dai soldati dell'esercito di Tyetaynus prima che possano attivarla. Tyetaynus svela il Quietus Wave Disruptor e ordina a Crayzar di attivarlo e distruggere la Terra. Cerca di convincerlo del contrario e si scusa con i giocatori di The Game, spiegando che ha creato The Game per mantenere unita l'umanità e che il suo amore per la Terra gli impedisce di poterla distruggere. Tyetaynus attacca Crayzar, solo per essere attaccato da Gaz, che ha attivato il Savage Angel e supera la tuta mech di Tyetaynus con l'aiuto di Ballmastr, che restituisce i poteri a Crayzar. Tutti tornano a Gold Diamond per provare a tornare, ma Tyetaynus riesce comunque ad attivare il Wave Disruptor. Prima che il laser possano sparare, la sua nave viene attaccata e risucchiata da un Necro Mammoth, un'estrema minaccia per l'universo. Credendo che il viaggio previsto da Crayzar abbia ancora un peso, i Lepton intraprendono un'odissea per trovare il Diario Cosmico.